# Перуанська лібра

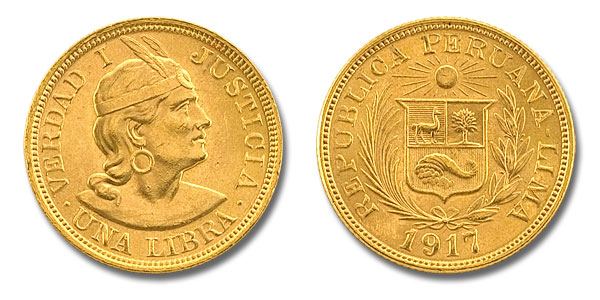
Перуанська лібра 1917

Перуанська лібра (ісп. Libra peruana) - перуанська грошова одиниця в 1898-1931. Перебувала у обігу паралельно із солем і сентаво. У обігу перебували золоті монети, а також банкноти з номіналом у лібрах. За золотим змістом лібра відповідала британському соверену (фунту стерлінгів), у перекладі з іспанського лібра означає фунт. Введення цієї одиниці обумовлено прагненням уряду прирівняти перуанську валюту до золотого стандарту.
Перші монети в лібрах викарбувані в 1898 і мали золотий вміст у 113 гранів, як і у соверена. У 1901 введено стандарт, за яким 10 срібних солей дорівнювали одній лібрі. Золотий стандарт проіснував у Перу до 1932. Монети карбувалися до 1930 в трьох номіналах, з 1898 по 1930 карбувалися монети в 1 лібру, з 1902 по 1913 півлібри, з 1905 по 1939 - 1⁄5 лібри.
Банкноти випускалися до 1933 та мали номінал ½, 1, 5 та 10 лібр.
Символи грошової одиниці - £ і Lp.